# Фєдіна Марта Вадимівна
Ма́рта Вади́мівна Фє́діна (нар. 1 лютого 2002, Харків, Україна) — українська спортсменка, що виступала в синхронному плаванні, чемпіонка світу та Європи. Перша в історії України бронзова призерка Олімпійських ігор у цьому виді спорту.
4 серпня 2021 року Марта Фєдіна у складі дуету з Анастасією Савчук здобула бронзову медаль на Олімпійських Іграх у Токіо в артистичному плаванні. Їхній результат у фіналі — 189,4620. Це перша в історії України олімпійська медаль у цьому виді спорту.
На момент виступу Марта Фєдіна була студенткою другого курсу соціологічного факультетуХарківського національного університету імені В. Н. Каразіна.
В серпні 2024 року в віці 22 років повідомила, що завершила спортивну кар'єру..

## Виступи на Олімпіадах
| Олімпіада  | Дисципліна | Місце |
| ---------- | ---------- | ----- |
| Токіо 2020 | дуети      | 3     |
| Токіо 2020 | групи      | 3     |

## Державні нагороди
- Орден княгині Ольги III ст. (16 серпня 2021) — За досягнення високих спортивних результатів на ХХХІІ літніх Олімпійських іграх в місті Токіо (Японія), виявлені самовідданість та волю до перемоги, утвердження міжнародного авторитету України.[6]
- Медаль «За працю і звитягу» (7 вересня 2023) — За досягнення високих спортивних результатів на ІІІ Європейських іграх у м. Кракові (Республіка Польща), виявлені самовідданість та волю до перемоги, піднесення міжнародного авторитету України.[7]